# Joanina Deangeli
Joanina Deangeli o simplemente Joan (Mar del Plata, 8 de septiembre de 1990) es una cantante y actriz argentina. Conocida por participar del grupo femenino F.A.N.S.

## Comienzos
Estudió patinaje artístico durante 10 años, hasta sus 15 años de edad, momento en el que comienza a cantar, tomando durante mucho tiempo varias clases. Trabajó vendiendo ropa en el local de vestimenta de su madre y en 2012 se presenta al casting de Operación Triunfo: La Banda, programa emitido por Telefé y con el objetivo de formar una banda pop femenina en Argentina. Junto a Carla Dorto, Lula Rosenthal y Macarena Pérez ganaron el reality y formaron la banda F.A.N.S.

## Carrera musical

### 2013-2015
En el 2013, Joan participó del Reality Operación Triunfo, cuyo fin era formar una banda pop femenina de cuatro integrantes, las mismas fueron elegidas entre las 20 jóvenes que ingresaron a la academia en la cual convivieron durante cuatro meses. Las ganadoras e integrantes de la banda fueron seleccionadas el 17 de marzo de 2013, cuando finalizó el programa, quedando elegidas: Macarena Pérez, Carla Dorto, Lula Rosenthal y ella, quienes firmaron un contrato discográfico con Sony Music. El nombre elegido para la banda fue F.A.N.S.
El 12 de noviembre de 2012, F.A.N.S. lanza su primer disco "Despegamos". El éxito de este CD fue su primer sencillo «Nave Espacial», que además fue su primer videoclip. El mismo recibió más de 1 500 000 reproducciones en Youtube, en apenas dos semanas. En el disco trabajaron siete equipos de producción de distintos países (EE. UU., Finlandia, Suecia, Grecia, Alemania y Argentina) buscando de esta forma un sonido único e internacional.
El 25 de julio de 2015, en la página oficial de la banda, comunican la disociación de F.A.N.S. No se dieron a conocer los motivos oficiales de la escisión, pero circularon versiones que rondaban alrededor del poco respaldo de la empresa Sony, por un lado, y la decisión de Carla Dorto de querer ser solista y no acordar con el proyecto y el equipo, por el otro.

### Carrera como solista
El 29 de agosto de 2015, Joanina Presenta "Mucho Mejor", su primer corte de su CD como solista, en la Radio FM Compacto de Mar del Plata.
El 3 de octubre de 2015, brindó un show en el teatro Victoria de la ciudad de Mar del Plata, donde cantó los temas de su primer disco y algunos covers mundialmente conocidos, estando acompañada por bailarines.

## Discografía
- (2013–2015) Despegamos (F.A.N.S.)
- (2015) Mucho Mejor (corte de su CD como solista)

## Teatro
- 2015 : "Alicia al Regreso del Reino de Corazones" en el teatro Melany.